# Личинкоїд червоний
Личинкої́д черво́ний (Pericrocotus igneus) — вид горобцеподібних птахів родини личинкоїдових (Campephagidae). Мешкає в Південно-Східній Азії. Є сестринським видом по відношенню до малого личинкоїда.

## Опис
Довжина птаха становить 15-16,5 см. Виду притаманний статевий диморфізм. У самців голова і верхня частина тіла чорні, блискучі, спина оранжево-червона. Крила чорні, блискучі, другорядні покривні пера крил оранжево-червоні, на махових перах оранжево-червоні плями. Хвіст східчастий, чорно-червоний. Підборіддя і горло чорні, блискучі, решта нижньої частини тіла оранжево-чорна. Очі темно-карі, дзьоб і лапи чорні. У самиць голова сірі, від дзьоба до очей ідуть оранжеві смуги, навколо очей оранжеві кільця. Спина темно-сіра, надхвістя оранжево-червоне. Крила темно-сірі, плями на крилах світліші, ніж у самців. Нижня частина тіла жовта. У молодих птахів верхня частина тіла чорнувато-коричнева, махові пера чорнуваті. Нижня частина тіла білувата, живіт і гузка жовтуваті. Червоні личинкоїди линяють з червня по вересень.

## Підвиди
Виділяють два підвиди:
- P. i. igneus Blyth, 1846 — Малайський півострів, Суматра, Калімантан, Палаван і сусідні острови;
- P. i. trophis Oberholser, 1912[7] — острів Сімелуе.

## Поширення і екологія
Червоні личинкоїди мешкають у Малайзії, М'янмі, Таїланді, Індонезії, Брунеї і на Філіппінах, локально вимерли в Сінгапурі. Вони живуть у вологих і сухих рівнинних тропічних лісах і на узліссях, у мангрових лісах, на плантаціях і в садах. Зустрічаються зграйками, на висоті до 1220 м над рівнем моря, переважно на висоті до 600 м над рівнем моря. Іноді приєднуються до змішаних зграй птахів. Живляться комахами, яких ловлять у польоті або шукають серед рослинності. Сезон розмноження триває з травня по липень. Гніздо неглибоке, чашоподібне, робиться з гілочок і рослинних волокон, розміщується на дереві, в розвилці між гілками. Яйця жовтуваті, поцятковані сірими плямками.

## Збереження
МСОП класифікує стан збереження цього виду як близький до загрозливого. Червоним личинкоїдам загрожує знищення природного середовища.